# 穆拉維謝
50°51′22″N 25°34′13″E / 50.85611°N 25.57028°E
穆拉維謝（烏克蘭語：Муравище），'是烏克蘭的村落，位於該國西部沃倫州，由盧茨克區負責管轄，始建於1870年，面積1.36平方公里，海拔高度200米，2001年人口636，人口密度每平方公里468.34人。